# Березівка (Золочівська селищна громада)
Березі́вка — село в Золочівській громаді Богодухівського району Харківської області України. Населення становить 144 осіб.
Село постраждало внаслідок геноциду українського народу, вчиненого урядом СССР у 1932—1933 роках, кількість встановлених жертв у Березівці та Цапівці — 71 людина.

## Географія
Село Березівка знаходиться біля витоків річки Рогозянка, за 4 км від смт Золочів. Село оточують кілька лісових масивів (дуб), у тому числі урочище Чернецьке. В селі невеликий ставок.

## Історія
12 червня 2020 року, розпорядженням Кабінету Міністрів України № 725-р «Про визначення адміністративних центрів та затвердження територій територіальних громад Харківської області», увійшло до складу Золочівської селищної громади.
19 липня 2020 року, в результаті адміністративно-територіальної реформи та ліквідації Золочівського району, село увійшло до складу Богодухівського району.

## Також
- Перелік населених пунктів, що постраждали від Голодомору 1932-1933, Харківська область